# Cefalosporyny

Wzory strukturalne cefalosporyn I generacji

Cefalosporyny – grupa półsyntetycznych antybiotyków β-laktamowych o szerokim spektrum działania bakteriobójczego. Są to pochodne kwasu 7-aminocefalosporynowego (7-ACA) i zawierają w swojej cząsteczce dwupierścieniową strukturę cefemu, który wykazuje większą odporność na działanie
β-laktamaz niż penam.
Cefalosporyny, tak jak wszystkie antybiotyki β-laktamowe, hamują tworzenie mostków łączących podjednostki peptydoglikanu (mureiny) w integralną całość. Kowalencyjnie wiążą się z centrum aktywnym bakteryjnych enzymów: karboksypeptydazy i transpeptydazy, blokując ich działanie. Hamują w ten sposób proces syntezy bakteryjnej ściany komórkowej.

## Historia odkrycia cefalosporyn
Po raz pierwszy prekursory cefalosporyn zostały wyizolowane z hodowli
grzyba Cephalosporium acremonium w 1948 roku przez włoskiego naukowca z Sardynii Giuseppe Brotzu.
Brotzu zainteresowało dlaczego nie dochodzi do zachorowań na dur brzuszny, który endemicznie występował na Sardynii, mimo że miejskie ścieki były zrzucane do zatoki. Doszedł do wniosku, że w wodzie musi być jakiś składnik, który temu zapobiega. Zaczął badać działanie bakteriobójcze in vitro drobnoustrojów wyhodowanych z próbek pobranych z tych okolic. W lipcu 1945 roku zauważył, że to wyciągi z Cephalosporium acremonium są aktywne wobec bakterii wywołujących salmonellozy, brucelozę, dżumę, cholerę i wobec gronkowca złocistego.
Jednak Brotzu nie miał możliwości prowadzenia dalszych badań nad uzyskaniem czystej substancji, którą można by zastosować w lecznictwie. Stopniowo zajął się działalnością polityczną i społeczną, wycofując z aktywności naukowej. Poprzez przebywającego w ramach akcji antymalarycznej na Sardynii Anglika Blythe'a Brooka Brotzu przekazał szczepy C. acremonium zajmującemu się izolacją penicylin Howardowi Floreyowi na uniwersytecie w Oksfordzie. Ostatecznie izolacją cefalosporyn zajął się zespół, któremu przewodzili Edward Abraham i Guy Newton z William Dunn School of Pathology w Oksfordzie. We wrześniu 1953 roku udało im się wyizolować cefalosporynę C, która była odporna na beta-laktamazy, ale nie miała wystarczającej stabilności dla zastosowań klinicznych. Problemem, który stanął przed badaczami było uzyskania pierścienia cefalosporynowego (kwasu 7-aminocefalosporynowego (7-ACA), który umożliwiłby syntezę dalszych leków na jego podstawie. Dopiero w 1961 roku udało się wytworzyć 7-ACA, a z niego pierwszą cefalosporynę, cefalotynę, wytwarzaną na skalę przemysłową i wprowadzoną w 1964 roku na rynek przez amerykańską firmę Eli Lilly.

## Podział i charakterystyka grup
Cefalosporyny kolejnych generacji różnią się pod względem spektrum przeciwbakteryjnego, farmakokinetyki oraz odporności na beta-laktamazy.

### Odporność na enzymy rozkładające lek
| Beta-laktamaza                          | 1 generacja | 2 generacja | 3 generacja (doustna) | 3 generacja (parenteralna) | 4 generacja       | 5 generacja (grupa ceftobiprolu) | 5 generacja (grupa ceftaroliny) |
| penicylinaza                            | odporna     | odporna     | odporna               | odporna                    | odporna           | odporna                          | odporna                         |
| β-laktamaza typu TEM, SHV               | wrażliwa    | odporna     | odporna               | odporna                    | odporna           | odporna                          | częściowo odporna               |
| β-laktamaza o poszerzonym spektrum ESβL | wrażliwa    | wrażliwa    | częściowo odporna     | wrażliwa                   | częściowo odporna | częściowo odporna                | wrażliwa                        |
| Chromosomalna cefalosporynaza AmpC      | wrażliwa    | wrażliwa    | wrażliwa              | wrażliwa                   | odporna           | odporna                          | wrażliwa                        |
| metalo-β-laktamaza (MBL)                | wrażliwa    | wrażliwa    | wrażliwa              | wrażliwa                   | wrażliwa          | wrażliwa                         | wrażliwa                        |
| β-laktamaza KPC (EESBL/EESβL)           | wrażliwa    | wrażliwa    | wrażliwa              | wrażliwa                   | wrażliwa          | wrażliwa                         | wrażliwa                        |

### Dodatkowe informacje
cefalosporyny I generacji
- działają silniej na bakterie Gram-dodatnie niż na Gram-ujemne. Są skuteczne w stosunku do ziarenkowców: Streptococcus, Staphylococcus, oraz pałeczek: E. coli
- są nieaktywne w stosunku do pałeczek G-: Pseudomonas aeruginosa, pałeczek salmonelli i bakterii z rodziny Proteus
- słabo przenikają do płynu mózgowo-rdzeniowego

Przykłady:
- cefadroksyl
- cefalorydyna
- cefazolina
- cefradyna
- cefaglicyna
- cefaleksyna
- cefalotyna
- cefapiryna
- cefacetryl
- cefatril.

cefalosporyny II generacji
- działają silniej na bakterie Gram-ujemne niż na Gram-dodatnie są skuteczne w stosunku do ziarenkowców z rodzajów: Streptococcus, Staphylococcus, Neisseria, Moraxella, pałeczek: Haemophilus influenzae, E. coli oraz pałeczek beztlenowych
- są nieaktywne w stosunku do Pseudomonas aeruginosa ani Gram-ujemnych beztlenowców.

Przykłady:
- cefuroksym
- cefamandol
- cefaklor
- cefatryzyna
- cefonicid
- ceforemid
- cefotiam
- cefprozil

cefalosporyny III generacji
- wykazują szerokie spektrum działania
- są skuteczne w leczeniu zakażeń opornych na inne antybiotyki
- większość przechodzi przez barierę krew-mózg i jest skuteczna w leczeniu zapalenia opon mózgowych
- wykazują znaczną odporność na β-laktamazy
- wydalane są z moczem w postaci niezmienionej

Przykłady:
- cefotaksym
- ceftriakson
- cefoperazon
- latamoksef
- ceftyzoksym
- cefsulodyna
- cefmenoksym
- cefpiramid
- ceftazydym

cefalosporyny IV generacji
- mają dużą biodostępność, przenikają do płynu mózgowo-rdzeniowego
- trzeba je podawać pozajelitowo (np. dożylnie)
- w pozycji 7α zawierają podstawnik aminotioazolowy i ugrupowanie alkoksyiminowe co pogłębia ich działanie na bakterie Gram-ujemne
- wykazują najszersze spektrum działania ze wszystkich grup cefalosporyn (oprócz części cefalosporyn V generacji)

Przykłady:
- cefpirom
- cefepim
- ceftan

cefalosporyny V generacji
- mają dużą biodostępność, przenikają do płynu mózgowo-rdzeniowego
- trzeba je podawać pozajelitowo (np. dożylnie)
- działają na gronkowce metycylinooporne (MRSA/MRCNS) oporne na inne β-laktamy oraz część enterokoków (naturalnie opornych na inne cefalosporyny)
- w przypadku aktywności wobec bakterii Gram-ujemnych i odporności na działanie β-laktamaz można je podzielić na 2 grupy:
  - grupę ceftobiprolu o dużej odporności na działanie β-laktamaz i aktywności wobec bakterii Gram-ujemnych takiej, jak cefalosporyn IV generacji
  - grupę ceftaroliny o małej odporności na działanie β-laktamaz i ograniczonej aktywności wobec bakterii Gram-ujemnych

Przykłady:
- ceftobiprol
- ceftarolina

## Zastosowanie
Zastosowanie cefalosporyn jest niezwykle szerokie, ze względu na ich szerokie spektrum działania przeciwbakteryjnego i jednocześnie względnie małą toksyczność. Ich stosowanie jest ograniczane głównie wysoką ceną. Główne rejony zastosowania cefalosporyn to:
- zapobieganie zakażeniom po operacjach
- leczenie zakażeń wywołanych pałeczkami Gram-ujemnymi: zakażenie pałeczką okrężnicy (Escherichia coli), pałeczkami z rodziny Enterobacteriaceae w tym posocznice.

Cefalosporyny, według Klasyfikacji FDA ryzyka stosowania leków w czasie ciąży, należą do kategorii B. Oznacza to, że w badaniach na zwierzętach nie wykazano zagrożenia dla płodu, jednak wpływ tych leków na ciążę człowieka nie jest potwierdzony w badaniach klinicznych.

## Działania niepożądane
Cefalosporyny, zwłaszcza nowsze (II, III, IV generacja), są stosunkowo mało toksyczne. Mogą jednak czasami powodować:
- reakcje uczuleniowe (krzyżowa nadwrażliwość z penicylinami, jeżeli wcześniej wystąpiła reakcja alergiczna na penicyliny to nie powinno się podawać cefalosporyn i na odwrót),
- zaburzenia flory bakteryjnej (po cefalosporynach podanych doustnie), co może spowodować biegunki, czy rozwój w jelicie grubym takich bakterii jak Clostridium difficile, który jest przyczyną rzekomobłoniastego zapalenia jelit,
- uszkodzenie nerek (zwłaszcza po podaniu z innymi nefrotoksycznymi antybiotykami, takimi jak aminoglikozydy),
- zaburzenie krzepliwości krwi (tylko cefalosporyny posiadające grupę metylotiotetrazolową),
- reakcje disulfiramową (tylko cefalosporyny posiadające grupę metylotiotetrazolową),
- po podaniu dożylnym lub domięśniowym mogą powodować ból.